# ポッド (ブリーダーズのアルバム)
『ポッド』(Pod)は、アメリカのロックバンド、ブリーダーズの1stアルバム。1990年5月28日に4ADよりリリース。

## 背景
キム・ディールが所属していたピクシーズでは、フロントマンのブラック・フランシスがソングライティングの主導権を握っていた。ディールはその不満を解消するため、1988年にブリーダーズを結成した。1989年12月にエディンバラのパラディアム・スタジオにて2週間レコーディング。プロデューサーは以前ピクシーズの作品に参加したスティーヴ・アルビニが務めた。

## 評価
1992年、ニルヴァーナのカート・コバーンは自身の人生に最も影響を与えた作品の一つに本作を挙げている。ブリーダーズは次作『ラスト・スプラッシュ』リリース後、コバーンの依頼を受け、ニルヴァーナのヨーロッパツアーのオープニングアクトを務めた。
プロデュースとエンジニアを務めたスティーヴ・アルビニは、2007年に行われたインタビューにて、本作は自分が担当した作品の中でもベストワークの一つであると発言した。
1995年にオルタナティヴ・プレス誌はTop 99 of '85-'95リストの39位に本作を選んだ。
2003年、ピッチフォーク・メディアは1990年代のトップ100アルバムリストの81位に本作を選出した。

## 収録曲
特筆ない限り全曲キム・ディール作詞作曲。
1. "Glorious" (Deal, Halliday) - 3:23
2. "Doe" (Deal, Halliday) - 2:06
3. "Happiness Is a Warm Gun" (Lennon–McCartney) - 2:46
4. "Oh!" - 2:27
5. "Hellbound" - 2:21
6. "When I Was a Painter" - 3:24
7. "Fortunately Gone" - 1:44
8. "Iris" - 3:29
9. "Opened" - 2:28
10. "Only in 3's" (Deal, Donelly) - 1:56
11. "Lime House" - 1:45
12. "Metal Man" (Deal, Wiggs) - 2:46

## 参加ミュージシャン
- キム・ディール - リードボーカル、ギター
- タニヤ・ドネリー - ギター、ボーカル
- ジョゼフィン・ウィッグス - ベースギター、ボーカル
- ブリット・ウォルフォード[6] - ドラムス、ボーカル
- キャリー・ブラッドレイ - ヴァイオリン